# San Vicente de la Cabeza
San Vicente de la Cabeza ist ein nordspanischer Ort und Hauptort einer 323 Einwohner (Stand: 2024) zählenden Gemeinde (municipio) in der Provinz Zamora in der Autonomen Gemeinschaft Kastilien-León. Zur Gemeinde gehören neben dem gleichnamigen Hauptort San Vicente de la Cabeza auch die Ortschaften Bercianos de Aliste, Campogrande de Aliste und Palazuelo de las Cuevas.

## Lage und Klima
San Vicente de la Cabeza liegt im Westen der Provinz Zamora in einer Höhe von ca. 765 m nahe der Grenze zu Portugal am Río Aliste. Die Provinzhauptstadt Zamora ist etwa 55 Kilometer (Fahrtstrecke) in südöstlicher Richtung entfernt. Die winterlichen Temperaturen sind durchaus kühl, im Sommer dagegen ist es warm bis heiß. Regen (576 mm/Jahr) fällt das ganze Jahr über.

## Bevölkerungsentwicklung
| Jahr      | 1970 | 1981 | 1991 | 2001 | 2011 | 2021 |
| Einwohner | 1129 | 907  | 738  | 613  | 470  | 350  |

Der deutliche Bevölkerungsrückgang seit den 1950er Jahren ist im Wesentlichen auf die Mechanisierung der Landwirtschaft, die Aufgabe bäuerlicher Kleinbetriebe und den daraus resultierenden Arbeitsplatzmangel auf dem Land zurückzuführen (Landflucht).

## Wirtschaft
Die Landwirtschaft (vor allem Viehzucht und Gemüseanbau) spielt traditionell die größte Rolle im Wirtschaftsleben der Gemeinde. Daneben fungierte der Ort bereits im Mittelalter als Handels-, Handwerks- und Dienstleistungszentrum für die Dörfer und Weiler in der Region. Einnahmen aus dem Tourismus in Form der Vermietung von Ferienwohnungen (casas rurales) sind in den letzten Jahrzehnten hinzugekommen.

## Sehenswürdigkeiten
- Vinzenzkirche in Palazuelo de las Cuevas
- Mameskirche in Bercianos de Aliste

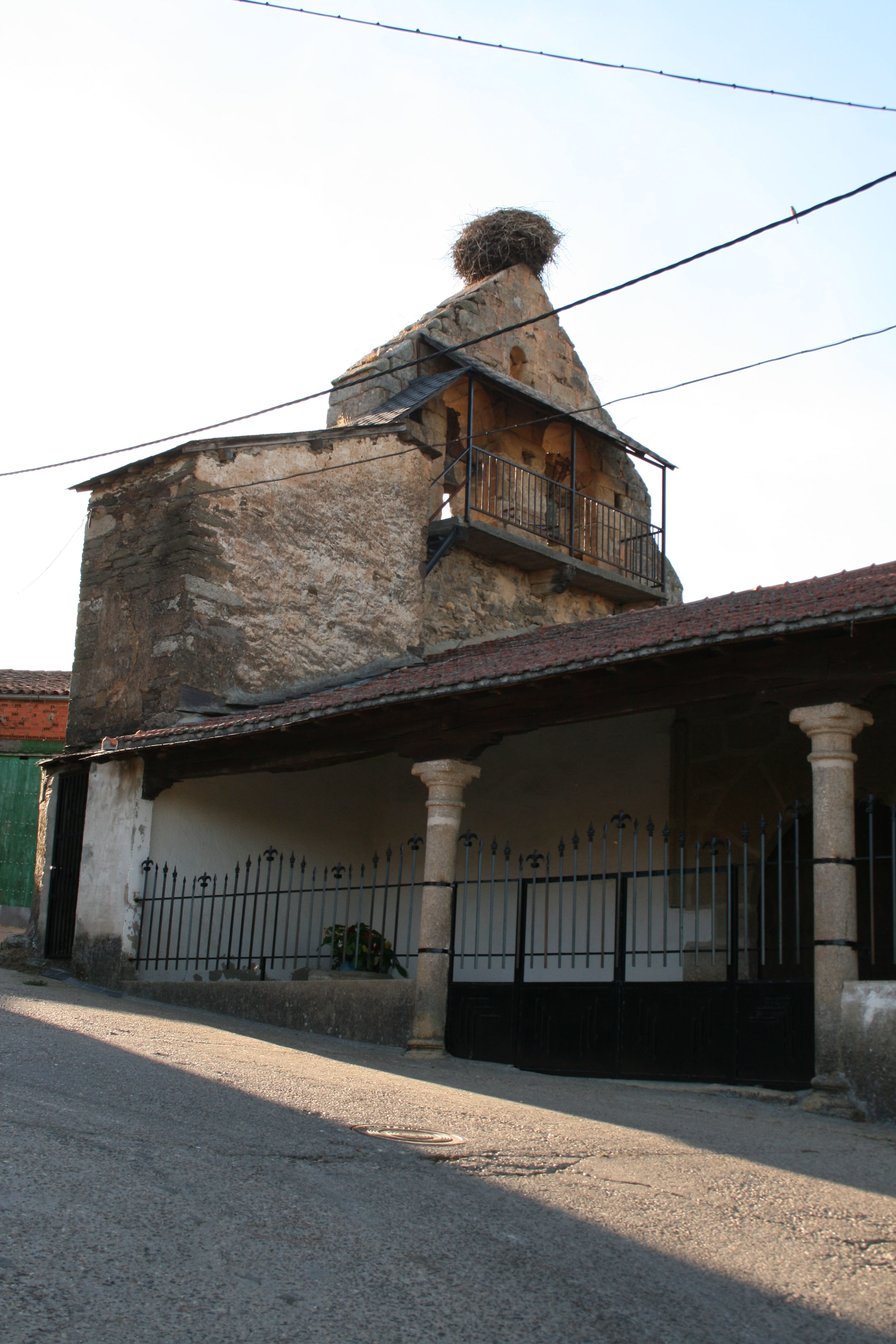
Vinzenzkirche
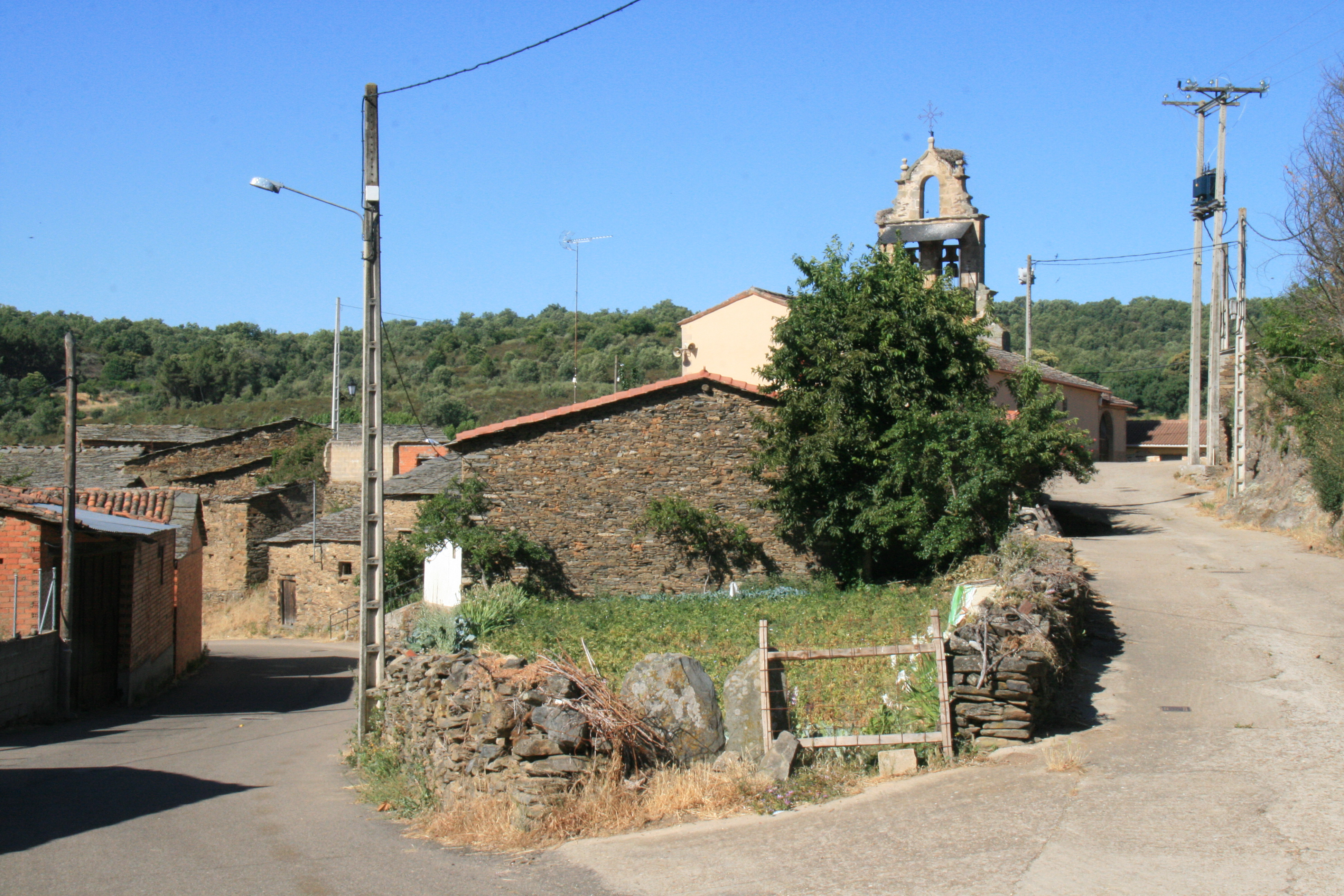
Mameskirche